# 시로바코
《시로바코》(SHIROBAKO →하얀 상자)는 P.A.WORKS가 제작하고 미즈시마 츠토무가 감독을 맡은 일본의 오리지널 TV 애니메이션으로 TOKYO MX 등을 통하여 2014년 10월부터 2015년 3월까지 총 24화 완결로 방영되었다.

## 개요
2011년 방송된 《꽃이 피는 첫걸음》에 이은 〈일하는 여자아이 시리즈〉 제2탄이다. 본작은 제작 진행, 애니메이터, 성우, 3DCG 크리에이터, 각본가 지망으로서 각각 애니메이션 업계에 들어가 꿈을 쫓는 5명의 여성을 중심으로 작품의 완성을 목표로 분투하는 애니메이션 업계의 일상을 그리는 군상극이다. 캐치프레이즈는 “애니메이션 업계의 현재가 지금 여기에 있다”. 2014년 8월 코믹 마켓 C86에서 프로모션 영상이 공개되어 2014년 10월 9일부터 일본에서 방영을 시작했으며, 만화의 경우 아스키 미디어 웍스가 발행하는 청년 만화 잡지 월간 코믹 전격 대왕의 2014년 9월호부터 연재를 시작하였다. 이 작품은 무사시노 애니메이션 제작 회사에서 애니메이션을 제작하는 이야기를 다룬다.

## 줄거리
카미노야마 고등학교 애니메이션 동호회 회원이자 서로 친한 친구인 미야모리 아오이, 야스하라 에마, 사사키 시즈카, 이마이 미도리는, 언젠가는 다시 모여서 애니메이션을 만들어보자고 약속한다. 2년 반이 지난 후, 이들은 각자 자신의 위치에서 일을 하게 된다. 이 이야기는 아오이와 에마가 근무하고 있는 애니메이션 제작 회사 ‘무사시노 애니메이션’에서 ‘엑소더스!’, ‘제3 비행소녀대’ 등의 애니메이션을 제작하는 과정에서 발생하는 납품 지연의 위기 등 애니메이션 제작 업계의 여러 이야기와 그로 인한 인간 관계상과 갈등 등의 여러 가지 에피소드를 다룬다.

## 등장인물
등장인물이 많은 이유도 있어 작품 초반부 6화까지는 매화 캐릭터가 처음 등장할 때마다 직책과 이름이 자막으로 표시된다. 등장인물 가운데에는 실존 인물을 모델로 한 캐릭터도 존재한다.

### 주요 등장인물 (전 카미노야마 고교 애니메이션 동호회)
미야모리 아오이 (宮森 あおい)
성우 - 키무라 쥬리
무사시노 애니메이션의 제작 진행 담당이다. 학창시절부터 애니메이션 제작에 관심이 있어 카미노야마 애니메이션 동호회 활동도 했지만 고교 졸업후 뚜렷한 목표의식 없이 무사시노 애니메이션 회사에 취직한다. 무사시노 애니메이션에 입사하기 전에 다른 애니메이션 회사 입사 면접에서 특별히 가장 하고 싶은 것이 없다는 이유로 떨어진 적이 있다. 고교시절 애칭은 ‘오이짱’, ‘오이 선배’, 회사에서는 ‘먀모리’라고 불린다. 성격은 밝고 쾌활하며 매사에 적극적이고 항상 긍정적이다. 도넛을 아주 좋아하고, 운동신경이 좋다. 애니메이션 1화 오프닝에서는 콧노래를 부르며 회사차(스즈키 알토)를 가볍게 드리프트 주행하는 모습도 등장한다(이니셜 D의 패러디로 추측). 끼니는 편의점의 도시락으로 적당히 때울 때가 많아 집 냉장고에는 술밖에 들어 있지 않다. 학창시절을 함께 보낸 친구들과 다시 한번 애니메이션을 만들어 보는 것이 꿈이다. 금발에 가까운 밝은 갈색 단발머리를 하고 있다.
야스하라 에마 (安原 絵麻)
성우 - 요시무라 하루카
무사시노 애니메이션의 원화가다. 입사한지 1년 반 만에 원화 담당으로 승진했다. 카미노야마 고교 애니메이션 동호회의 전 회원이고, 아오이와 같은 학년이였다. 얌전하고 근면 성실하지만 약간 내성적인 면이 있다. 캐릭터의 연기를 섬세하게 그려내는 것이 특기인 애니메이터 호리우찌를 동경한다. 검은색 긴 머리를 양 갈래로 묶고 있다. 작업 지연과 자신만의 화풍의 확립, 다른 작화 기법이 오는 것에 대한 미래에 대해 고민하면서도 경험한 적이 없던 주제에 도전하는 등 의욕인 태도를 보인다. 내향적이면서도 성실한 성격, 모방을 꺼리는 믿음 때문에 직접적으로 다른 그림을 보지 못하고 선배가 그리는 것을 조심스럽게 뒤에서 지켜보거나, 도감을 보는 등 시행 착오를 겪고 있었는데 스기에가 "빨리 그리지 못하는 원화가는 돈을 벌지 못해서 일을 그만둬버린다"고 말해서 조바심을 많이 느껴서 "빨리 그리는 것은 젊을 때에 연습을 해야 한다"는 말을 극단적으로 받아들이게 된다. 속도를 의식해서 원화의 품질이 떨어지는 상황을 마주한 적도 있다. 세가와는 성실하고 꼼꼼한 태도로 그린 에마의 그림을 좋아했었는데, 동화 작업을 배려한 꼼꼼한 원화가 아니라 나쁘지는 않지만 좋지는 않은 원화, 즉 정확도가 떨어져서 서투르고 모든 선이 조금 부정확한 원화를 받고서는 동화 공정에 차질이 생길 것을 우려하여 모든 컷을 리테이크하는 상황까지 이르게 되어 에마는 슬럼프에 빠지게 된다. 이런 상황을 보다못한 이구치는 에마와 함께 근처 공원에 산책을 같이 나가서 초초한 상황 때문에 그림이 잘 안 그려질 수도 있으니까 기분 전환을 할 필요가 있으며, 선배들이 그린 그림을 따라 그리는 것도 자신의 능력을 높이는 데에 꼭 필요하며 나쁜 것이 아니라고 조언을 해 준다. 이를 통에 에마는 슬럼프를 극복하고 적극적으로 일을 할 수 있게 되었다.
사카키 시즈카(坂木 しずか)
성우 - 치스가 하루카
아카오니 프로덕션 소속의 신인 성우이다. 운좋게 소속사에는 들어갔으나 아직 데뷔는 하지 못해 이자카야에서 아르바이트를 하면서 오디션에 도전하고 있다. 카미노야마 고교 애니메이션 동호회의 전 회원이고, 아오이와 같은 학년이였다. 아오이와 에마에게는 ‘즈카짱’으로 미도리와 미사에게는 ‘즈카센빠이’라는 애칭으로 불린다. 적갈색 긴 머리를 반만 올려 당고머리를 하고 있다. 열심히 하고자 노력하지만 오디션 때 너무 긴장해서 떨어진 적이 있다. 과거 성우학원 시절 선생님의 조언으로 연극 일도 시작했다.
토도 미사 (藤堂 美沙)
성우 - 타카노 아사미
CG 제작 회사인 수퍼미디어 크리에이션의 3D 컴퓨터 그래픽 담당이다. 애니메이션에서 중요한 역할을 하는 CG에 장래성이 있다고 판단해 입사했다. 사내에서는 실행착오를 많이 저지른다. 자신이 다니는 회사에서 자동차 부품 모델링만 해서 애니메이션의 꿈을 찾기 위해 직장을 그만두기로 한다. 카미노야마 고교 애니메이션 동호회의 전 회원이고 아오이보다 한 학년 후배다. 아오이, 에마, 시즈카에게는 ‘미짱’, 미도리에게는 ‘미센빠이’라고 불린다. 검은색 쇼트커트에 가까운 단발머리를 하고 있다.
이마이 미도리 (今井 みどり)
성우 - 오와다 히토미
대학생. 각본가 지망생이다. 카미노야마 고교 애니메이션 동호회의 전 회원이고 아오이보다 두 학년 후배다. 대학 졸업 후에는 애니메이션 관련 회사에 취직을 희망하고 있지만, 딱히 취직에 대한 계기도 없는 상태다. 스케일이 큰 판타지 시나리오를 쓰는 것이 꿈이다. 애칭은 ‘리짱’으로 불린다. 흑색이 도는 파란색 머리를 하얀색 고무줄로 왼쪽 위로 묶고 있다.

### 무사시노 애니메이션
마루카와 마사토 (丸川 正人)
성우 - 타카기 와타루
무사시노 애니메이션의 사장이다. 짧게 바싹 깎은 머리를 하고 있고, 앞니가 없는 60대 전후로 보이는 남자다. 항상 온화한 표정을 하고 있고, 회사에서 요리를 자주 만들어 사원들에게 먹인다.
혼다 유타카 (本田 豊)
성우 - 니시지 슈우카
제작 진행부의 부장이다. “엑소더스!” 제작 지원부의 총 사령탑 역할을 맡고 있다. 인품이 온화하고 우수한 인재지만 사소한 일에도 지나치게 걱정을 많이 하는 경향이 있어 옥에 티다. 곤란하거나 당황했을 때 말버릇은 ‘이젠 다 끝났어!(万策尽きた！)’. 《시로바코》 제5화에서는 기일이 촉박한 “엑소더스!” 콘티를 완성하지 못하고 있는 키노시타 감독에게 질려, 회사 창고 구석에 있는 쇠창살로 만들어진 곳에 키노시타 감독을 감금하고, 콘티 한 장을 완성하면 튀김을 한개준다고 어르며, 키노시타 감독의 말 상대를 하면서 작업을 독려한다. 무사시노 애니메이션에서 7년 만에 제작에 들어간 “엑소더스!”에 누구보다도 열정을 쏟으며 제작에 임하고 있다. 체격은 크고 키노시타 감독과 비슷한 비만 체질이다. 항상 니트를 어깨에 두르는 패션을 하고 있다. 엑소더스 최종화의 콘티 작업이 끝나자, 자신의 진짜 꿈은 제빵이라며 애니메이션 일을 접고 빵집을 운영하면서 살겠다고 밝힌다. 최종화 제작 일정 때문에 장면을 수정해야 하자 몇년 만의 원청작품을 이렇게 할 수 없다며 항의한다.
야노 에리카 (矢野 エリカ)
성우 - 야마오카 유리
제작 진행을 담당하고 있다. 아오이와 타로의 사내 선배로서 하나에서 열까지를 가르치고 조언을 아끼지 않는다. 얼핏 겉모습과 말투를 보면 기가 세고 쌀쌀맞아 보이지만, 그것은 일에 항상 진지하게 임하고 있기 때문이며, 아오이와 타로에게는 기댈 수 있는 회사 선배 역할을 톡톡히 한다. 제작 진행부의 부장인 혼다나 다른 상사에게도 서슴지 않고 직언을 하는 타입으로, 현장의 혼란을 정리하는데 한 몫을 한다. 금발 머리를 리본으로 양갈래로 높게 묶고 있고, 귀여운 스타일의 옷을 자주 입고 등장한다. 아버지가 아프셔서 엑소더스 작업에 몰두해서 잊어 보려고 했지만, 결국 아버지를 보살피러 간 적이 있다.
타카나시 타로 (高梨 太郎)
성우 - 요시노 히로유키
제작 진행을 담당하고 있다. 입사 1년차로 아오이와는 거의 입사 동기이며, 금발의 모히칸 헤어스타일을 하고 있다. 언제나 근거 없는 자신감에 넘치고, 책임감이 부족해 제작 현장을 혼란스럽게 하기도 하는 ‘민폐’ 타입이다. 회사 책상에는 피큐어를 장식해 놓고, 예쁜 여자 성우에 관심을 갖는 등 유행에 휩쓸리는 경향이 있다. 입버릇은 ‘예엡!(しゃっす！, しゃーっす!)’. 제1화에서는 “엑소더스!” 제3화의 원화 작업의 진척 관리 미비로 납품 일정에 위기를 겪게 되지만, 다른 동료들의 도움으로 위기를 모면한다. 그러나 정작 본인은 그러한 문제를 크게 신경 쓰지 않아, 결국 그 어설픈 관리가 “엑소더스!”의 제작 일정에 크게 영향을 끼치게 된다. 같은 제작 진행 담당인 에리카는 타로에게 “스스로 평가한 자신의 점수와 타인이 평가한 타로의 점수는 크게 다르다”라고 하면서 타로의 평가를 일축한다. 제5화에서는 “엑소더스!”의 제8화 라스트컷 제작 진행 작업 도중에 작화 감독과 3D 감독 사이에서 얼렁뚱땅 적당히 양쪽의 말을 전달하다, 양쪽 감독이 서로 감정이 상하고 오해를 해, “엑소더스!” 제9화의 제작 작업에 큰 문제를 일으키는 원인을 만들고 만다. 《시로바코》의 미즈시마 츠토무 감독은 ‘타로는 옛날의 접니다. 정말 미안합니다.’라고 본인의 트위터에서 언급하고 있다.
오치아이 타츠야 (落合 達也)
성우 - 마츠오카 요시츠구
제작 진행을 담당했다. 말수가 적고 묵묵하게 일에 몰두하는 타입이다. 주위의 동료들로부터 두터운 신뢰를 받고 있다. 제7화에서 스튜디오 카난으로 회사를 옮긴다. 당초 “엑소더스!”의 제작을 끝마친 후에 이직할 예정이었으나, 스튜디오 카난에서 제작 중인 “내 수재 로봇의 사춘기로 큰일이야”의 제작 일정이 너무 촉박해져 이직을 앞당기게 되었다. 오치아이의 이직으로 인해 아오이가 “엑소더스!”의 최종화를 담당하게 된다.
와타나베 슌 (渡辺 隼)
성우 - 마츠카제 마사야
라인 프로듀서이다. ‘나베P’로 불리며, 마작을 좋아한다.
오가사와라 린코 (小笠原 綸子)
성우 - 카야노 아이
무사시노 애니메이션의 간판 원화가. “엑소더스!”의 캐릭터 디자인 및 총 작화 감독을 담당하고 있다. 항상 고스로리 옷을 입고있어 사내에서는 ‘고스로리 님’으로 불린다. 말수가 적고 쓸데없는 행동은 하지 않는다. 총 작화 감독 수정을 할 때도 우아한 움직임으로 마치 서도가와 같이 아름다운 손동작으로 그려낸다.
이구치 유미(井口 祐未)
성우 - 누마쿠라 마나미
무사니의 최전선 원화가. “엑소더스!”의 총 작화 감독 보좌이다. 가시 돋친 말을 많이 하지만 작업 속도가 빠르다. 제 8화에서는 슬럼프에 빠진 에마에게 조언을 해 주기도 했다.
도모토 치에미(堂本 知恵美)
성우 : 이토 시즈카
동화검사 담당.
우치다 아카네(内田 茜)
성우 : 타카하시 리에
무사시노 애니메이션의 애니메이터
스기에 시게루(杉江 茂)
성우 - 카야나기 미토이
무사시노 애니메이션의 경력 많은 원화가이다. 실력이 우수하고 기본기가 많다. 말이 묵묵하고, 후배에게 조언을 하고 싶어하나 에마에게 조언을 한 것이 해가 된 적도 있다. 원래 다른 회사의 아동용 애니메이션 '냥과 윙타로'의 원화를 맡고 있었으나, 엑소더스 스케줄이 촉박하여 엑소더스 최종화의 클라이맥스 원화를 맡게 된다. '안데스 차키'를 원화를 담당하였으며, 챠키의 오프닝 작업을 혼자서 3일만에 마친 것은 '스기에 3일 전설'로 남고 있다. 칸노 미츠야키는 스기에 씨는 모에 애니메이션을 그린 적은 없지만 기본기가 있기 때문에 충분히 할 수 있다, 무사시노 애니메이션 내에서 말을 그릴 수 있는 사람이 바로 스기에 씨인데 왜 자신에게 원화를 부탁했냐고 아오이에게 말한 적이 있다. 경험이 많아서 콘티를 보고 작업 시간이 어느 정도인지 유추할 수 있는 능력이 있다. 러프를 하는 방안으로 작업 시간을 단축시켰으며, 분위기를 띄워서 모두들 열심히 할 수 있는 분위기를 조성한다. 눈썰미가 좋아 조금 이상한 장면도 잡아낼 수 있다. 이러한 능력으로 엑소더스 최종화를 완성시키는 것에 큰 공헌을 한다. '무사니의 짐짝'이 될 뻔 했는데 자신도 할 수 있다는 것을 느낄 수 있게 해 줘서 고맙다는 말을 아오이에게 했다. 이후 다른 애니메이터들에게 자신의 경험을 전수해 준다.
오키츠 유카 (興津 由佳)
성우 - 나카하라 마이
총무 담당이다. 사내의 사무 및 총무 등의 관리를 맡고 있으며, 차가운 듯하면서도 예쁜, 이른바 ‘쿨뷰티’ 타입의 여성이다. 예전에는 제작 진행부에서 일한 경험도 가지고 있으며, 사내에서 곤란한 상황이 발생하면 가볍게 실력을 발휘해 도와주기도 한다. 애니메이션 업계 종사자로는 드물게 잔업을 안 하는 주의다. 검은색 쇼트커트 머리가 왼쪽 눈을 살짝 가린 스타일을 하고 있으며, 링 모양의 큰 귀걸이를 하고, 깔끔한 슈트 차림을 하고 있다.
히라오카 다이스케 (平岡大輔)
성우 - 코바야시 유스케
무사시노 애니메이션의 제작진행. “제3 비행소녀대”의 제작 개시에 따라 입사.
사토 사라 (佐藤沙羅)
성우 - 요네자와 마도카
무사시노 애니메이션의 신입 제작진행. “제3 비행소녀대”의 제작 개시에 따라 입사.
안도 츠바키 (安藤つばき)
성우 - 하야마 이쿠미
무사시노 애니메이션의 신입 제작진행. “제3 비행소녀대”의 제작 개시에 따라 입사.
쿠노기 아이 (久乃木 愛)
성우 - 이자와 시오리
신인 원화가이며 “제3 비행소녀대”의 제작 개시에 따라 입사하였다. 다른 사람과의 의사 소통이 매우 서툴려서 이야기를 하면 당황해서 패닉에 빠지기 쉽다. 에마가 신인 지도 역할을 맡고 있어 그녀를 통해 타인과 상호작용을 한다.
- 橋本

#### 사외 스텝
- 세가와 미사토 : (瀬川 美里, 성우 : 야마나카 코토미) : 프리랜서 애니메이터. 엑소더스 제 4화, 9화의 작화감독.
- 키사 미츠히데 (木佐 光秀, 성우 : 스가와라 마요시) : 프리랜서 애니메이터.
- 吉本
- 카츠가리 고타로(葛城 剛太郎, 성우 : 코부시 노부유키) : 메이커 프로듀서.

- 이나나미 요시카즈(稲浪 良和, 성우 : 이와타 미츠오) : 음향감독
- 야마부치 아츠시(山渕 篤, 성우 : 노세 이쿠지) : 믹서.
- 오야마 타쿠미(大山 匠, 성우 : 타카하시 신야) : 음향효과
- 후지 아스카(藤 明日香, 성우 : 타카시 리에) : 믹서 조수.
- 나카타 에리(中田 恵理, 성우 : 이토 시즈카) : 음향제작.
- 百瀬 勇

#### 소속불명
키노시타 세이이치 (木下 誠一)
성우 - 히야마 노부유키
“엑소더스”와 “제3 비행소녀대”의 감독이다. 체형이 뚱뚱해서 인지 더위를 잘 타고, 튀김을 좋아하며, 일이 바빠지면 과식을 하고 바로 잔다. 어이없거나 당황했을 때 자기의 뱃살을 움켜쥐고 흔드는 버릇이 있다.
첫 감독 작품은 “벌거벗은 최면술사”이며, 그 후 “허니와 클로버”, “망원 기동대” 등의 작품으로 좋은 평가를 받아 표창장도 받은 경력이 있는 업계에서는 상당히 주목을 받던 감독이였다. 애니메이션 제작에 관한 신념이 강한 반면 우유부단해 애니메이션 제작 중에 갑자기 설정을 바꿔 버리는 등, 작품 제작 일정에 크게 영향을 주는 모습을 보이기도 한다. 《시로바코》 제2화에서도 제작 일정에 크게 영향을 키치는 내용 변경을 원해, 그에 따라 발생하는 많은 추가 작업을 제작진에게 납득시키기 위해, 직접 “엑소더스”의 등장 캐릭터에 관한 자세한 설명과 배경 설정을 재차 다른 제작진과 공유하는 회의를 연다. 회의에서는 스스로 말주변이 없는 감독이라고 말하고 있지만, 애니메이션에 대한 열정이 자기도 모르게 솟아올라 열변을 토한다. 이혼한 경험이 있고 위자료도 지불하고 있다는 것이 회의 중에 직원과의 이야기로 밝혀진다. 제5화에서는 콘티가 늦어져 혼다에게 회사 창고 구석의 쇠창살로 만들어진 곳에 감금당한다.
첫 오리지널 애니메이션 작품인 “탱글탱글 천국”은 제작 일정이 크게 틀어져 매우 낮은 품질의 작품을 방송하게 되었고, 그로인해 혹평을 받았다. 그 후 애니메이션 “엑소더스”의 감독을 다시 맡게 될 때까지 지난 6년 동안 OVA와 WEB 애니메이션 일만 맡아왔고, TV 애니메이션 일은 전혀 들어오지 않았다. “탱글탱글 천국”이 혹평을 받은 이후 네티즌의 반응에 상당히 민감하며 네티즌 반응은 외면하게 되었다.
- 야마다 마사시(山田 昌志, 성우 : 하마다 켄지) : 엑도더스 4화의 작화감독.

- 엔도 료스케(遠藤 亮介, 성우 : 마츠모토 시노부) : 원화가. 엑소더스의 제 3화와 8화의 직감을 맡았다.

- 堀田 光

- 마도카 히로노리(円 宏則, 성우 : 사이토 히로노리) : 엑소더스 제 3화의 연출가.

- 시모야나기 유이치로(下柳 雄一郎, 성우 : 마지마 쥰지) : 무사시노 애니메이션의 3D 담당

- 向井

- 사쿠라 요시키(佐倉 良樹, 성우 : 타카나시 켄고) : 무사시노 애니메이션의 촬영 감독.

- 신카와 나오(新川 奈緒, 성우 : 히노 마리) : 무사시노 애니메이션의 색상지정 및 검사 담당.

### 《제3 비행소녀대》 관계자
기본적으로 “엑소더스”와 같은 스태프로 구성된다. 변경된 직함 등은 각 등장인물의 항목을 참조할 것.

#### 요타카쇼보
- 한도 타츠야(半藤 達也, 성우 : 사이토 시로)
- 오노우에 마사토(尾之上 将人, 성우 : 야마무라 타다시)
- 챠자와 노부스케(茶沢 信輔, 성우 : 후쿠시마 쥰)
- 노가메 타케조(野亀 武蔵, 성우 : 타카하시 신야) :“제3 비행소녀대”의 원작자.

### 성우
- 나카하루 메이(中春 鳴, 성우 : 나카하라 마이), 성우. 엑소더스에서 아카네 역을 맡음.
- 이토 스즈카(伊藤 鈴鹿, 성우 : 이토 시즈카) : 성우. 엑소더스에서 아야 역과 제3 비행소녀대에서 캐서린 웰러 역을 맡음.
- 카야나 무이(茅菜 夢衣, 성우 : 카야노 아이) : 성우. 엑소더스에서 아루핀 역을 맡음.
- 소마 리나 (相馬 りな, 성우 : 타무라 유카리) : 최고 성우.

### 기타
- 밈지 (ミムジー), 로로 (ロロ), (성우 : 키무라 쥬리)

## 용어
《시로바코》는 애니메이션 제작 업체의 이야기를 다룬다는 설정의 특성상 애니메이션 업계 특유의 전문용어나 표현 등이 다수 사용된다. 특히 전문용어는 애니메이션 제작회사에 따라 그 정의나 해석이 다르기 때문에 《시로바코》의 공식 사이트에는 애니메이션 제작 순서에 관한 개요 및 용어집도 실려있으며, ‘무사시노 애니메이션’사내에서 사용되는 해석이라고 명시되어있다. 더불어 방송과 동시에 필요에 따라 용어가 추가되고 있다.

### 각종 용어
시로바코 (白箱)
애니메이션 제작 회사가 납품용으로 만든 아직 패키지 디자인이 들어가 있지않은 하얀 상자에 들어있는 비디오 테이프를 가리키는 영상 업계의 용어다. 화려한 판매용 패키지와는 대조적으로 막 완성된 애니메이션을 상징하며, 《시로바코》 제목의 유래가 된 단어이다. 납품용 외에 관계자에게 배포되는 것도 있으며, 《시로바코》에서는 애니메이션이 저장된 광 디스크가 각 직원의 책상에 놓여 있는 장면도 있다.
주식회사 무사시노 애니메이션 (株式会社　武蔵野アニメーション)
《시로바코》의 무대가되는 가상의 애니메이션 제작 회사다. 자본금은 천만엔이고 사업내용은 영상제작이다. 애니메이션 제작 회사가 많은 도쿄도 무사시노시에 소재한다는 설정이며, 해당 애니메이션의 원작자로서 공동 필명에도 사용되고 있다.
코믹 마켓 86의 워너 부스에서 미야모리 아오이의 명함과 설정 자료를 본뜬 《시로바코》의 소개를 넣은 무사시노 애니메이션 로고가 삽입된 컷 봉투가 배포되었다. 명함 등에 기재된 전화번호인 03－6908－8821은 실제로 사용가능 한 번호이며, 전화를 걸면 등장인물의 목소리로 《시로바코》의 방송 소개를 들을 수 있다. 또한 명함에 적힌 이메일 주소 miyamori@musani.jp으로 메일을 보내면 자동으로 작품 안내 답장을 받아볼 수 있다. 이 이메일 주소 등은 해당 애니메이션 에서도 볼 수 있다. 그리고 비슷한 주소는 실재 있으나 작품 중 설정은 허구이다. 등장하는 캐릭터들이 ‘무사니’라고 줄여 말하는 모습도 애니메이션에 자주 등장한다.
슈퍼 미디어 크리에이션즈 (スーパーメディア・クリエインションズ)
CG 제작회사로 다테이시 고이치가 사장을 맡고 있다. 사원은 50명 정도이며, 창립한지 10년 미만인 벤처기업이다. 예전에는 동물 캐릭터 등 여러 장르의 CG 작업도 진행했지만, 최근 6, 7년에는 자동차 CG 제작에 특화 한 경영을 하고 있으며, 자동차 CG로는 업계에서 높은 평가를 받고 있다. 급여나 복리후생에 있어서는 동업종의 타기업보다 사원에 대한 근무조건이 좋다. 최근에는 타사가 1부의 CG 작업을 진행한 게임 ‘그랜 스피드’ 2부의 CG 작업을 맡게 되었다.
스튜디오 타이타닉 (Studio TAITANIC)
히라오카의 소개로 ‘제3 비행소녀대’의 그로스 발주를 타진 받은 애니메이션 제작 회사이다. 사내 풍경은 물건이 널려있고 지저분하다. 회사 건물은 일본 이바라키현의 오아라이정에 있는 빈티지 클럽 ‘무라이’를 참고하여 그리고 있어 특징적이다. 그러나 실재 참고로 한 건물은 애니메이션 제작 회사가 아닌 비어 바(beer bar)이다.
스튜디오 풍뎅이 (スタジオ カナブン)
시모야나기의 후배인 나카가이치 노부아키가 설립한 CG 제작 회사이다. 사원은 5명 정도로 규모는 작다. 무사시노 애니메이션에서 하청을 받아 ‘제3 비행소녀대’의 제작에 참여한다.

### 극중 애니메이션
다음 애니메이션 이외에도 《시로바코》배경에 그려진 포스터나 대사 등은 실제 애니메이션 작품의 오마주나 패러디라고 추측되는 부분이 다수 등장하고 있다.
신불혼효 일곱신 (神仏混淆 七福陣, 신부츠콘고 시치후쿠진)
카미노야마 고교 애니메이션 동호회의 회원 다섯 명이 제작해 학교 문화제 때 발표한 애니메이션이다.
탱글탱글 천국(ぷるんぷるん天国)
기노시타 감독이 이전에 제작한 저예산 오리지널 애니메이션이다. 당초 예산과 일정 등 모든 조건이 힘든 상황이었음에도 불구하고 감독이 신념을 굽히지 않았다. 이로 인해 제작 작업량이 늘고 일정이 틀어져 제9화에서는 작화 붕괴가 발생해 애니메이션 질의 저하뿐만이 아니라 납품 일정이 늦어져 총 편집판을 세번이나 방송해서 시간을 때워야 하는 사태까지 초래하게 만들었다. 네티즌들 사이에서는 ‘탱글탱글 천국’의 제9화를 줄여 말해 ‘탱글구(ぷるんキュー)’라는 인터넷 신조어가 생겼고, 그 뜻은 ‘여러의미(나쁜의미)에서 전설話. 탱글구를 넘어서는(밑으로 넘어서는?) 애니는 금세기에는 나오지 않을 것이라는 뒷말이 있다 카더라’라는 전설이 된 애니메이션이다. 그리고 이일은 애니메이션 관계자들 사이에서 쉬쉬하는 사건이 되었다.
전설의 거대 로봇 이데폰 (伝説巨大ロボット イデポン)
(山はりねずみアンデスチャッキー)
이 몸의 하렘이 조금씩 붕괴하고 있는지도 모르지만 아마도 기분 탓일꺼야(가칭)(俺様のハーレムが少しずつ崩壊してるかもしれないけどたぶん気のせいかもしれない)
사카키 시즈카가 성우 오디션에 참가한 애니메이션 작품이다.
(超飛空要艦マジダス)
엑소더스! (えくそだすっ!)
무사시노 애니메이션 제작 회사에서 7년 만에 하청이 아닌 직접 제작을 맡은 전 13화로 구성된 TV 애니메이션이다. 아이돌이 되고자 하지만 어느 이유 때문에 경찰에게 쫓기고 있는 아이돌 그룹을 그리는 작품이다. 애니메이션 제작 과정이 《시로바코》의 중심 내용이 되고 있으며, DVD와 블루레이 제3권에는 "엑소더스!" 제1화가 특전으로 수록되어 있다. 다음 내용은 《시로바코》 본편 제1화와 제2화에 등장하는 스튜디오에서의 직원들의 대화 내용과 사내 회의 등의 장면에서 등장하는 자료와 대화 등을 근거로 작성하였다.
캐릭터
- 아루핀 (あるぴん)

7월 25일생. 혈액형은 AB형, 신장은 152cm, 체중은 44kg이다. 메인 컬러가 노란색으로 디자인된 캐릭터이다. 공식적으로는 17세지만 실제 나이는 29세이다. 돈벌이를 위해 아이돌이 되었다고 하며, 여섯 형제 중 장녀다. 학창시절에는 열심히 아르바이트만 했다. 얼핏 보면 4차원적이고 분위기 파악을 못하는 것 같지만, 작품을 끌어가는 견인 역할을 하고 있다. 《시로바코》 본편 제2화를 보면 ‘언니’와는 오래전부터 알고 있던 사이라는 설정이 공식적으로 추가되었다.
- 아카네 (あかね)

4월 15일생. 혈액형은 A형이고, 신장은 158cm, 체중은 41kg이다. 메인 컬러가 빨간색으로 디자인된 캐릭터이다. 여고 출신이며, 예쁜 여자를 동경하고 아이돌을 목표로 하고 있다. 갑파 할아버지에게 길러져 친부모의 행방은 모른다.
- 아야 (あや)

12월 2일생. 혈액형은 O형이고, 신장은 158cm, 체중은 38kg이다. 메인 컬러가 파란색으로 디자인된 캐릭터이다. 능숙한 춤과 노래를 익히기 위해 아이돌을 목표로 하고 있다. 부모님은 맞벌이로 나중에 이혼한다. 가장 친한 친구였던 곰인형에게도 배신을 당한 것 같다.
- 언니 (お姉さん)

당초 메인 캐릭터들과 친한 사이였으나 이후 대립적인 관계로 변한다는 설정이 《시로바코》 본편에 드러난다.
에피소드
- 제2화 - 쌩얼 이야말로 인생
- 제3화 - 더 더 퍼부어!

제3 비행소녀대 (第三飛行少女隊)
제9화에 등장한 누계 100만부를 돌파 한 인기 만화로 약칭은 ‘산죠(三女)’이다. 전투기를 모는 소녀들의 이야기를 그린 작품이다. 타사에서 애니메이션 제작을 희망하기도 했지만, 결국 무사시노 애니메이션에서 애니메이션 제작을 맡게 된다.

## 방영 목록
| 화수           | 부제                              | 각본              | 콘티                    | 연출                               |
| -------------- | --------------------------------- | ----------------- | ----------------------- | ---------------------------------- |
| # 01           | 내일을 향해!                      | 요코테 미치코     | 미즈시마 츠토무         | 미즈시마 츠토무                    |
| # 02           | 알핀은 있습니다!                  | 요코테 미치코     | 히라이 요시미치         | 스가누마 후미히코                  |
| # 03           | 총집편은 이제 싫어                | 요코테 미치코     | 허종                    | 허종                               |
| # 04           | 나 실수해버렸어                   | 요시다 레이코     | 오카무라 마사히로       | 카오리                             |
| # 05           | 남 탓만 하려는 녀석은 그만둬버려! | 요시다 레이코     | 코야마 요시타카         | 코야마 요시타카                    |
| # 06           | 이데폰 미야모리 발동 편           | 요시다 레이코     | 카오리                  | 모리오카 히로시                    |
| # 07           | 고양이로 리테이크                 | 요코테 미치코     | 스가누마 후미히코       | 스가누마 후미히코                  |
| # 08           | 널 탓하는 게 아냐                 | 요코테 미치코     | 허종                    | 허종                               |
| # 09           | 전하고 싶었던 게 뭐라고 생각해?   | 요시다 레이코     | 코야마 요시타카         | 코야마 요시타카                    |
| # 10           | 딱 한 잔만 더                     | 요시다 레이코     | 허종                    | 이마이즈미 켄이치                  |
| # 11           | 원화팔이 소녀                     | 요코테 미치코     | 카키모토 코다이         | 타카시마 다이스케                  |
| # 12           | 엑소더스 크리스마스               | 요코테 미치코     | 쿠라가와 히데아키       | 쿠라가와 히데아키                  |
| # 13           | 어떤 구름이 좋아요?               | 요코테 미치코     | 스가누마 후미히코       | 우치토야 미츠타카                  |
| # 14           | 가차없는 오디션 회의!             | 요코테 미치코     | 코 마이 카즈야          | 스가누마 후미히코                  |
| # 15           | 이런 그림이면 좋습니까?           | 요코테 미치코     | 스가누마 후미히코       | 요코타 잇페이                      |
| # 16           | 밥상 뒤집기                       | 요시다 레이코     | 쿠라가와 히데아키       | 오오타 토모아키                    |
| # 17           | 제가 어디 있는 걸까요?            | 요시다 레이코     | 허종                    | 허종                               |
| # 18           | 날 속였구나!                      | 우라하타 타츠히코 | 다카무라 아키라         | 우치토야 미츠타카                  |
| # 19           | 낚이세요?                         | 우라하타 타츠히코 | 시노하라 토시야         | 타카시마 다이스케                  |
| # 20           | 열심히 할게요. 머스탱!            | 요코테 미치코     | 나리타 토시노리         | 히시카와 나오키                    |
| # 21           | 퀄리티를 인질로 삼지마            | 요시다 레이코     | 하타 히로유키           | 하타 히로유키                      |
| # 22           | 노아는 속옷이죠.                  | 요코테 미치코     | 쿠라가와 히데아키       | 스가누마 후미히코                  |
| # 23           | 속 · 밥상 뒤집기                  | 요시다 레이코     | 스가누마 후미히코, 허종 | 쿠라가와 히데아키, 오오타 토모아키 |
| # 24           | 너무 먼 납품                      | 요코테 미치코     | 미즈시마 츠토무         | 스가누마 후미히코                  |
| # 24           | 너무 먼 납품                      | 요코테 미치코     | 허종                    | 허종                               |
| 엑소더스!      |                                   |                   |                         |                                    |
| 제1화          | 도쿄 탈출                         | 요시노 히로유키   | 요시하라 마사유키       | 요시하라 마사유키                  |
| 제3 비행소녀대 |                                   |                   |                         |                                    |
| 제1화          | FALLING ANGEL                     | 요시노 히로유키   | 오오쿠라 마사히코       | 스가누마 후미히코                  |

## 애니메이션
시로바코 애니메이션은 P.A.WORKS가 제작했고 미즈시마 츠토무가 감독을 맡았다. 이 애니메이션은 TOKYO MX에서 2014년 10월 9일부터 방영되기 시작했다. 각본은 요코테 미치코, 음악은 하마구치 시로가 맡았다. 12화까지의 오프닝 테마는 이시다 요오코가 부른 'Colorful Box'이고, 엔딩 테마는 미야모리 아오이(키무라 쥬리), 야스하라 에마(요시무라 하루카), 사사키 시즈카(치스가 하루카)가 부른 'Animetic Love Letter'이다. 제 1화의 오프닝 테마는 '엑소더스'의 성우 역을 맡고 있는 나카하라 마이, 이토 시즈카, 카야노 아이로 구성된 그룹인 '트레이시'가 부른 "아임 쏘리 Exodus"(あいむそーりーEXODUS)이다. 이후 13화부터의 오프닝 테마는 오쿠이 마사미가 부른 '보물상자 -TREASURE BOX-'이고, 엔딩 테마는 미야모리 아오이(키무라 쥬리)를 비롯한 주요 등장인물 5명이 부른 '플래티나 제트'이다.

## 주제가
오프닝 테마곡
〈아임 쏘리 EXODUS〉(あいむそーりーEXODUS) 제1화
작사 - 미즈시마 츠토무 / 작곡, 편곡 - 타카기 류우지 / 노래 - 트레이시(나카하라 마이, 이토 시즈카, 카야노 아이)
“엑소더스!”의 주제곡으로 삽입되었다.
〈COLORFUL BOX〉 제2화 ~ 제12화
작사 - 와케시마 카논 / 작곡 - 가요코 / 편곡 - 치바“naotyu-”나오키 / 노래 - 이시다 요오코
제1화의 엔딩 테마곡으로 삽입되었다.
〈보물상자 -TREASURE BOX-〉 제13화 ~ 제22화
작사 - 오쿠이 마사미 / 작곡 - 가요코 / 편곡 - 치바“naotyu-”나오키 / 노래 - 오쿠이 마사미
엔딩 테마곡
〈Animetic Love Letter〉 제2화 ~ 제12화
작사,작곡 - 모모이 하루코 / 편곡 - 와타나베 타케시 / 노래 - 미야모리 아오이(키무라 쥬리), 야스하라 에마(요시무라 하루카), 사카키 시즈카(치즈카 하루카)
제1화에는 삽입되지 않았다.
〈플래티나 제트〉 제13화 ~ 제24화
작사,작곡 - 모모이 하루코 / 편곡 - 와타나베 타케시 / 노래 - 미야모리 아오이(키무라 쥬리), 야스하라 에마(요시무라 하루카), 사카키 시즈카(치즈카 하루카), 토도 미사(타카노 아사미), 이마이 미도리(오오와다 히토미)
특정 화마다 엔딩영상이 달라진다.

## 관련상품
다음은 일본 국내의 출시 정보입니다.

### 블루레이 디스크, DVD
| 권 | 출시일           | 수록 내용       | 규격 품번      | 규격 품번       | 비고                        |
| 권 | 출시일           | 수록 내용       | BD 초회 출시판 | DVD 초회 출시판 | 비고                        |
| -- | ---------------- | --------------- | -------------- | --------------- | --------------------------- |
| 1  | 2014년 12월 24일 | 제1화 ~ 제3화   | 1000540245     | 1000541319      |                             |
| 2  | 2015년 1월 28일  | 제4화 ~ 제6화   | 1000540246     | 1000541330      |                             |
| 3  | 2015년 2월 25일  | 제7화 ~ 제9화   | 1000540247     | 1000541331      | “엑소더스!” 제1화 수록      |
| 4  | 2015년 3월 25일  | 제10화 ~ 제12화 | 1000540248     | 1000541332      |                             |
| 5  | 2015년 4월 22일  | 제13화 ~ 제15화 | 1000540249     | 1000541333      |                             |
| 6  | 2015년 5월 27일  | 제16화 ~ 제18화 | 1000540250     | 1000541334      |                             |
| 7  | 2015년 7월 29일  | 제19화 ~ 제21화 | 1000540251     | 1000541335      | “제3 비행소녀대” 제1화 수록 |
| 8  | 2015년 8월 26일  | 제22화 ~ 제24화 | 1000540252     | 1000541336      |                             |

### CD
| 출시일          | 타이틀                                  | 규격 품번                                     |
| --------------- | --------------------------------------- | --------------------------------------------- |
| 2014년 11월 6일 | COLORFUL BOX / Animetic Love Letter     | 1000529072 (초회 한정판) 1000529073 (통상판)  |
| 2015년 2월 25일 | 보물상자 -TREASURE BOX- / 플래티나 제트 | 1000546198 (초회 한정판) 11000546199 (통상판) |

### 해외판
북미판이 Sentai Filmworks로부터 출시가 결정되었다.

## 만화
“SHIROBAKO ~ 카미노야마 고등학교 애니메이션 동호회 ~” (SHIROBAKO 〜上山高校アニメーション同好会〜)
스기하라 켄지가 작가를 맡아 내용을 구성하고, 미즈타마가 그림을 그렸다. 아스키 미디어 웍스의 월간 코믹 전격 대왕 2014년 11월 호부터 연재되었다. 내용은 주인공들의 고교시절 이야기를 담은 스핀오프 작품이다.

## 인터넷 라디오
“SHIROBAKO 라디오 BOX”라는 타이틀로 2014년 10월 13일부터 일본의 인터넷 라디오 스테이션 ‘온센’(音泉)을 통해 배포되었다. 매주 월요일에 갱신되며, 첫 방송의 프로그램 명칭은 “SHIROBAKO 라디오 BOX(가칭)”이였으나, 청취자의 의견을 바탕으로 정식 명칭으로 결정되었다.
출연자이기도 한 다섯 명의 퍼스널리티가 코너를 격주로 맡아 진행하며 애니메이션 제작 과정을 연출하거나 질문을 받기도 하면서 《시로바코》를 소개한다.
다음 내용은 SHIROBAKO 라디오 BOX 공식 사이트를 참조하여 작성하였다.
퍼스널리티 (다음의 다섯 명이 격주로 진행한다)
- 키무라 쥬리 (미야모리 아오이 역)
- 요시무라 하루카 (야스하라 에마 역)
- 치스가 하루카 (사카키 시즈카 역)
- 타가노 아사미 (토도 미사 역)
- 오와다 히토미 (이마이 미도리 역)

코너 소개
- 부탁이야 수정하게 해줘!
- 가르쳐줘 애니의 세계!
- 나는야 음향감독!
- 예고편으로 웃게해줘!
- 보통 오타쿠

## 소설
“SHIROBAKO 소개” (SHIROBAKO イントロダクション)
2015년 1월 27일 점프 제이 북스（슈에이샤）레이블에서 발매.
원작 : 무사시노 애니메이션
저자 : 이토오미 치코·타나카 하지메·TAMA·요시나리 이쿠코
ISBN 978-4-08-703343-4
본편과 만화의 사이의 시기를 그린 작품이며 전 카미노야마 고교 애니메이션 동호회의 각각을 주인공으로 5편을 수록하였다.

### 내용주
1. ↑  다른 사람에게 2원화를 맡긴다는 의미
2. ↑  제3화에서 오치아이가 오키츠에게 “제작 진행부에 돌아오시죠?”라는 말을 한다.
3. ↑  제2화에서 아루핀만 사회인이 된 이후의 설명이 있으며, 그 밖의 캐릭터의 연령에 관한 설명은 없다.
4. ↑  제1화의 “엑소더스” 1화 방영씬에서 엑소더스 2화의 예고편이 마지막에 등장한다.

### 참조주
1. ↑  “10月放送開始「SHIROBAKO」PV配信開始、作品ジャンルは“アニメ業界群像劇”” (일본어). animeanime. 2014년 8월 18일. 2014년 11월 12일에 확인함.
2. ↑  “水島努×P.A.WORKSによるアニメ「SHIROBAKO」の放送日時決定”. 《おた☆スケ》. 株式会社にゅーあきば. 2014년 9월 9일. 2014년 10월 30일에 확인함.
3. ↑  “ストーリー”. 《TVアニメ「SHIROBAKO」公式サイト》. 「SHIROBAKO」製作委員会. 2014년 10월 30일에 확인함.
4. ↑  ““アニメーション業界の今が、ここにある。”「SHIROBAKO」水島努とP.A.WORKSが新作オリジナル”. 《アニメ!アニメ!》. 株式会社イード. 2014년 8월 8일. 2014년 11월 1일에 확인함.
5. 1 2 3 4 5  “캐릭터 정보”. 《TV 애니메이션‘SHIROBAKO’공식사이트》 (일본어). 2014년 11월 2일에 확인함.
6. ↑  “520276043668918272”. 《미즈시마 츠토무 트윗터》 (일본어). 2014년 11월 26일에 확인함.
7. ↑  “용어집”. 《TV 애니메이션 ‘SHIROBAKO’공식사이트》 (일본어). 2014년 11월 1일에 확인함.
8. ↑  “회사안내 ABOUT US”. 《TV 애니메이션‘SHIROBAKO’공식사이트》 (일본어). 2014년 12월 18일에 확인함.
9. ↑  “アニメ業界アニメ「SHIROBAKO」に登場　“武蔵野アニメーション”に電話してみた” (일본어). animeanime. 2014년 8월. 2014년 11월 1일에 확인함.
10. ↑  “Girls und Panzer's Mizushima, P.A. Works Collaborate for SHIROBAKO Original TV Anime”. Anime News Network. 2014년 8월 8일. 2014년 8월 8일에 확인함.
11. 1 2  “「SHIROBAKO」BD全8巻予約開始。3巻と7巻は劇中劇アニメ同梱” (일본어). ota-suke. 2014년 10월 24일. 2014년 11월 17일에 확인함.
12. ↑  “Sentai Filmworks Adds Shirobako, Celestial Method, Wolf Girl & Black Prince Anime”. Anime News Network. 2014년 11월 2일. 2014년 11월 17일에 확인함.
13. ↑  “P.A. Work's Shirobako TV Anime's 1st Promo Streamed”. Anime News Network. 2014년 8월 18일. 2014년 9월 17일에 확인함.
14. ↑  “水島努×P.A.WORKSによるアニメ「SHIROBAKO」のラジオが始動” (일본어). aota-suke. 2014년 10월 2일. 2014년 11월 17일에 확인함.
15. ↑  “SHIROBAKOラジオBOX” (일본어). SHIROBAKO 라디오 BOX 공식 사이트. 2016년 3월 20일에 원본 문서에서 보존된 문서. 2014년 11월 17일에 확인함.
16. ↑  “公式リリース情報”. 2015년 1월 25일에 원본 문서에서 보존된 문서. 2015년 1월 29일에 확인함.

## 같이 보기
- 시로바코의 방영 목록
- 애니메이션 제작
- 아니메 제작진행 쿠로미짱